# Pachyseris foliosa
Pachyseris foliosa är en korallart som beskrevs av Veron 1990. Pachyseris foliosa ingår i släktet Pachyseris och familjen Agariciidae. IUCN kategoriserar arten globalt som livskraftig. Inga underarter finns listade i Catalogue of Life.